# Флорис, Франс
Франс Флорис де Вриндт Первый, или Старший (нидерл. Frans Floris de Vriendt; 17 апреля 1519, Антверпен — 1 октября 1570, Антверпен) — фламандский художник: живописец, рисовальщик картонов для шпалер и гравёр. Маньерист, романист. В основном известен картинами исторического жанра, аллегорическими композициями и портретами. Франс Флорис сыграл важную роль в движении живописи Северного Возрождения, известном под названием романизма (увлечения итальянским искусством). Его сын — Франс Флорис де Вриндт Второй (1545 — ?) сделал успешную карьеру живописца в Риме.

## Биография

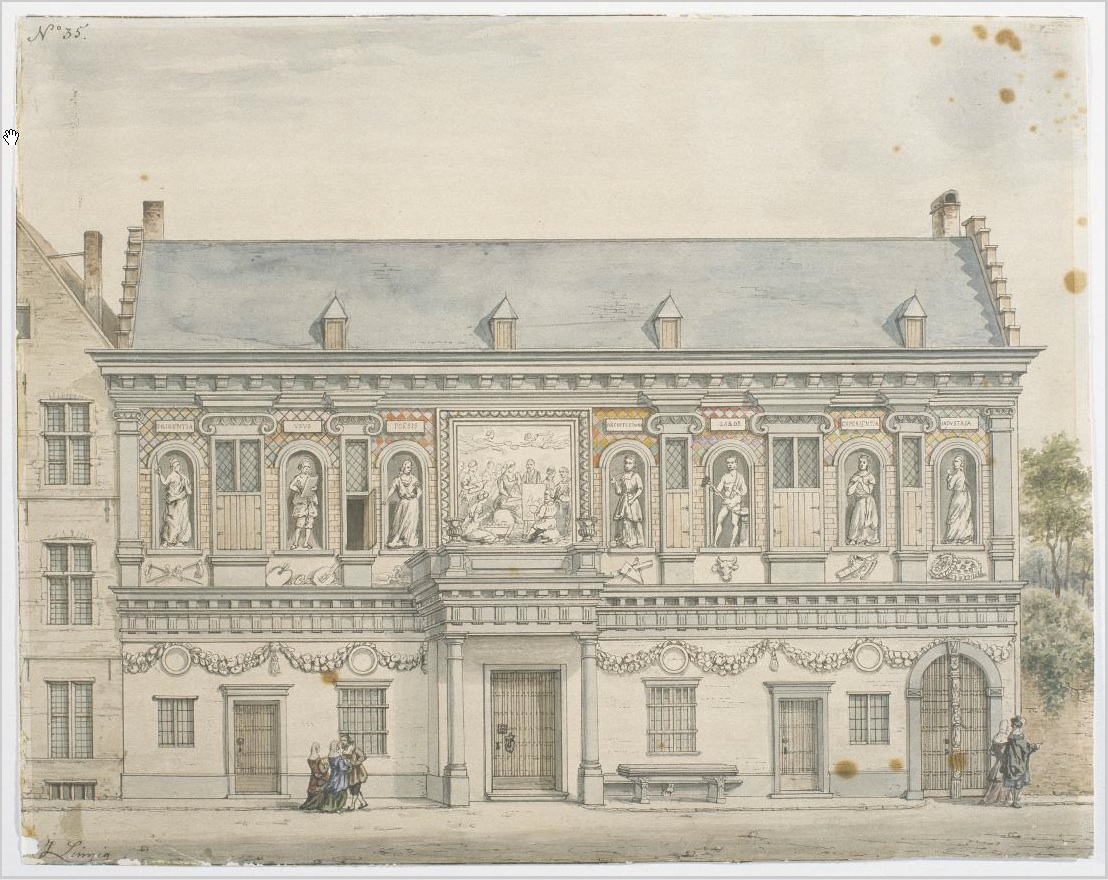
Дом Франса Флориса в Антверпене. Рисунок XIX в.

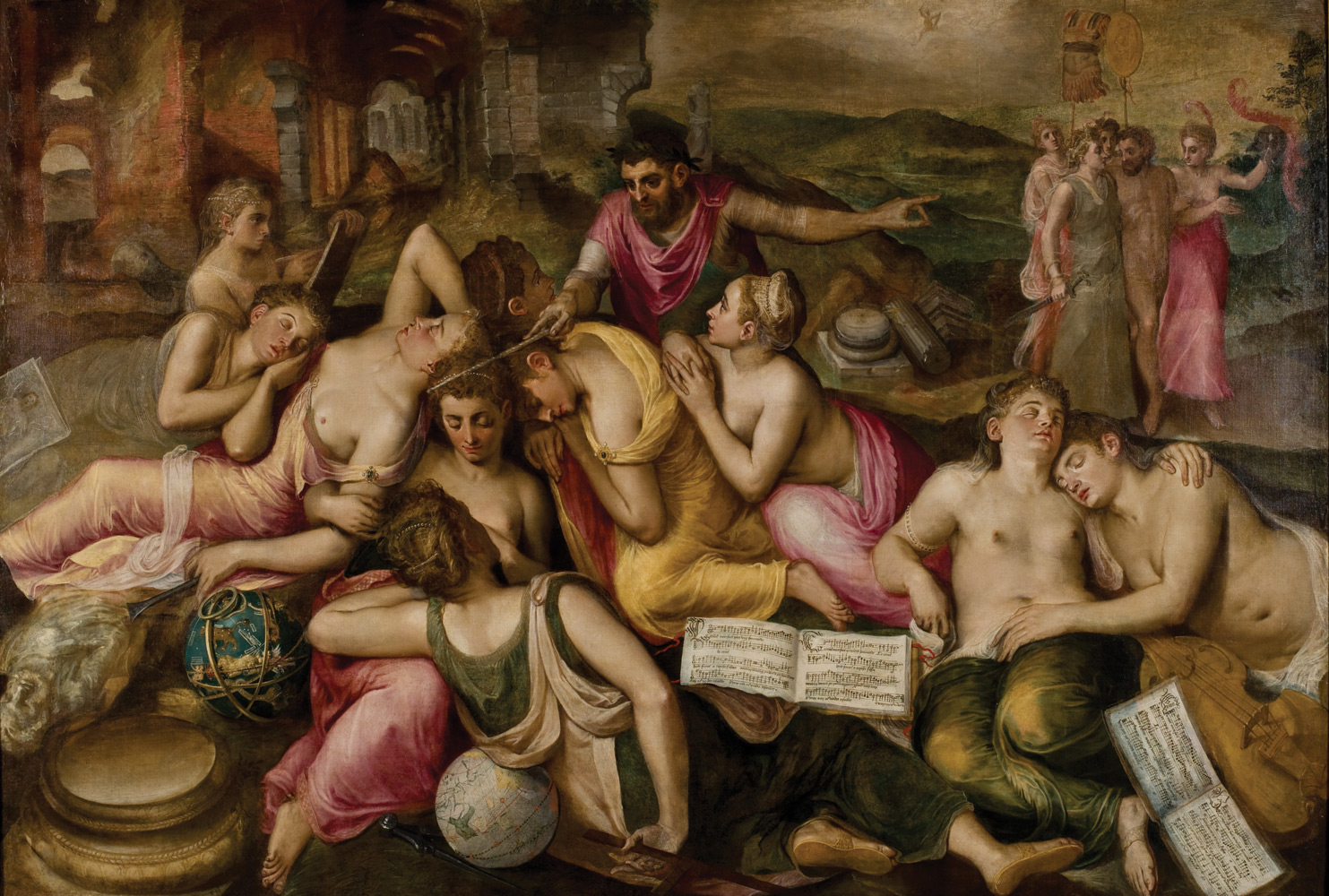
Пробуждение искусств. Ок. 1560. Холст, масло. Художественный музей Понсе, Пуэрто-Рико

Франс Флорис — представитель большой семьи потомственных художников из Антверпена, он был сыном Корнелиса Флориса де Вриндта (Фриндта) Первого (? — 1538) и братом Корнелиса Флориса де Вриндта Второго (1513 или 1514—1575) — архитектора, скульптора, рисовальщика-орнаменталиста эпохи Северного Возрождения антверпенской школы, одного из создателей оригинального художественного стиля фламандского барокко. Вначале работал вместе с братом. Прозвание «Флорис» (лат. Florentis — Процветающий) получил от своего предка Яна (Жана) из Антверпена.
Франс Флорис вначале учился скульптуре, но затем победило стремление к живописи. В возрасте двадцати лет он отправился в Льеж и в 1538—1540 годах брал уроки у Ламберта Ломбарда, ученика Мабюза (Яна Госсарта), убеждённого романиста, чьи путешествия по Италии превратили фламандский стиль живописи в стиль итальянизирующих леонардесков (подражателей Леонардо да Винчи). Следуя по стопам Мабюза, в 1541—1547 годах Флорис работал в Италии, испытал влияние Джулио Романо, Микеланджело, Якопо Понтормо, Тинторетто и стал убеждённым романистом. Копировал фреску «Страшный суд» Микеланджело. Его ученики — Мартен ван Клеве, Ф. Пурбус Старший, М. де Вос — называли учителя «фламандским Рафаэлем».
Флорис сумел совместить различные манеры школ Ломбардии, Флоренции и Рима. Он понял, как легко можно заработать себе на жизнь и приобрести имя, рисуя для гравёров и шпалерных мануфактур по примеру Джорджо Вазари. Он вернулся из Италии в родной Антверпен и быстро открыл школу, из которой, как утверждается, вышло сто двадцать учеников. В 1539 году Флорис стал мастером антверпенской Гильдии Святого Луки.

 «Флорис писал большие картины для загородных домов испанской знати и вилл антверпенских патрициев. Известно, что он проиллюстрировал миф о Геркулесе в десяти композициях и гуманитарные науки в семи для Клааса Йонгелинга, торговца из Антверпена, и украсил дворец герцога Аршота в Бомонте четырнадцатью колоссальными панелями. Местная знать, в том числе рыцари Золотого руна, принц Оранский и графы Эгмонт и Хорн (позже лидеры голландского восстания), посещали Флориса в его доме, привлечённые его артистической репутацией. Художник вращался в кругу ведущих гуманистов, таких как Абрахам Ортелий, Xристофор Плантен, Лукас де Гер, Ламберт Ломбард, Доминик Лампсоний и Иероним Кок. Эта группа интеллектуалов и художников была первой, кто разработал оригинальную концепцию роли и места художников в Нидерландах того времени»
В 1549 году городские власти Антверпена поручили Флорису разработать оформление торжественного въезда в Антверпен Карла V Испанского и инфанта Филиппа. В 1547 году Флорис женился на Кларе Будевейнс, у супругов родились дочь и два сына. Сыновья Франс и Батист позднее были обучены отцом ремеслу рисовальщика и живописца. Батист умер молодым, а Франс Флорис де Вриндт Второй (1545 — ?) сделал успешную карьеру живописца, в 1604 году работал в Риме. Известны и другие художники, члены этой большой семьи.
Сравнительно немногие из произведений Франса Флориса Первого сохранились, отчасти потому, что следующее поколение художников и заказчиков посчитало их манерными и устаревшими. Основываясь на достижениях итальянских мастеров, по возвращении на родину Флорис попытался выработать оригинальный монументальный стиль, но, по мнению современных критиков, такая задача оказалась ему не по силам. Он писал крупноформатные картины, заполняя их мощными фигурами: мифологическими и библейскими персонажами: «Религиозные и аллегорические темы трактованы им в духе итальянского маньеризма. Они условны, эклектичны, далеки от действительности… Однако в этих попытках, пусть не всегда удачных, Флорис оказался своеобразным предшественником Рубенса.» .
Самое раннее дошедшее до нас произведение Флориса — «Марс и Венера, пойманные Вулканом» в Берлинском музее (1547), самое позднее — «Страшный суд» (1566) в галерее Брюсселя. Флорис во многом обязан своей репутацией умению, с которым его живописные работы были переведены в гравюры Иеронимом Коком и Теодором Галлем. Пока Флорис работал над огромными картинами «Распятие» и «Воскресение» для великого приора Испании, он заболел и скончался 1 октября 1570 года в Антверпене. Его картины для великого приора были закончены его помощниками Франсом Пурбусом Старшим и Криспеном ван ден Бруком. О нём писали стихи Доминик Лампсоний и поэт-художник Лукас де Хере, который, по словам ван Мандера, был его учеником.
В жанре портрета Франс Флорис продолжателем стиля Антониса Мора, он также был учителем художников Мартена де Воса и Антуана ван Блокландта.
В российских музеях имеется несколько работ Флориса, в том числе «Аллегория Мира и Правосудия» (Музей изобразительных искусств имени А. С. Пушкина в Москве). Картины «Суд Париса» и «Святое семейство» хранятся в санкт-петербургском Эрмитаже.

## Галерея

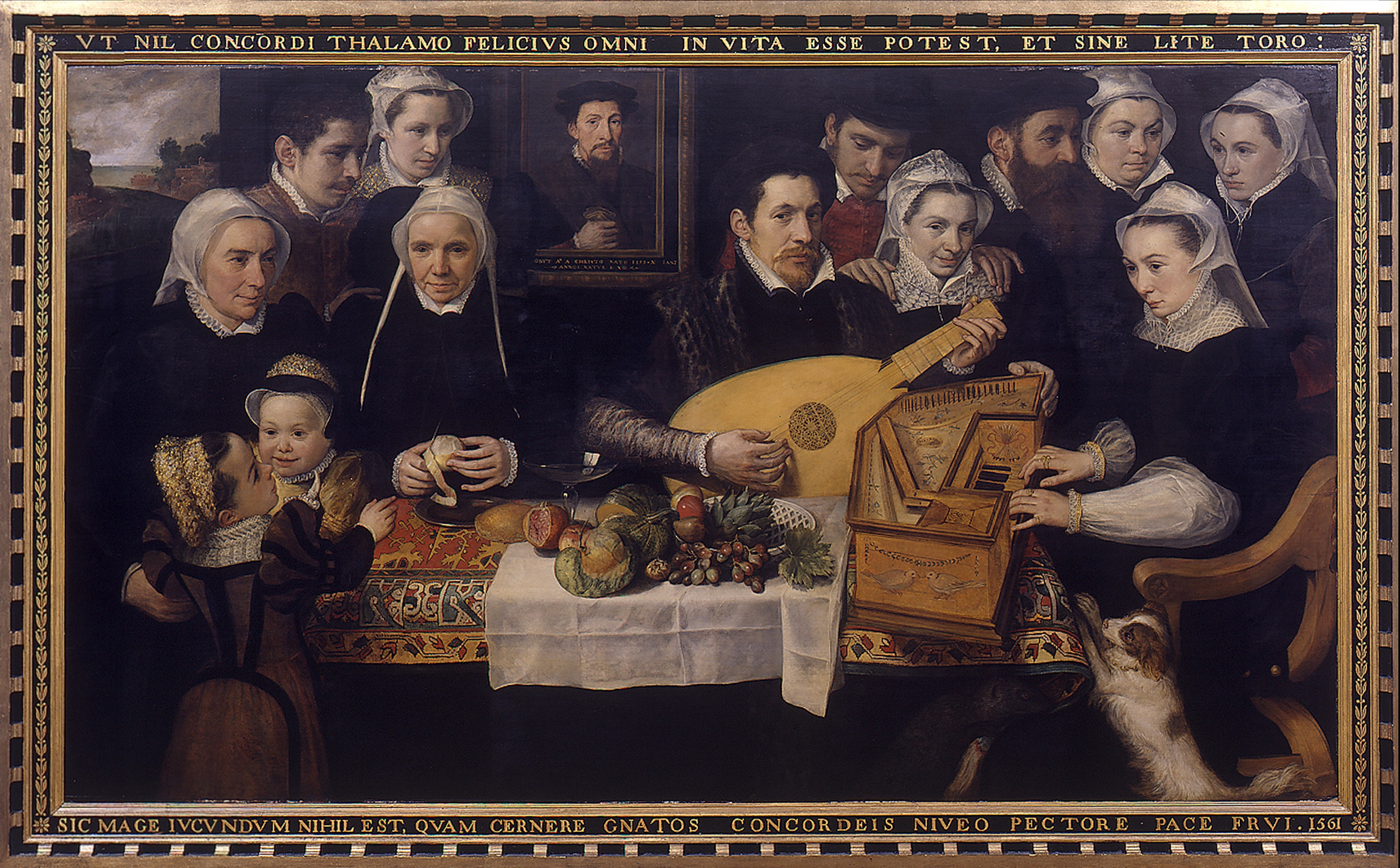
Семейный портрет. 1561. Дерево, масло. Стеделейк музей, Лир (Антверпен)
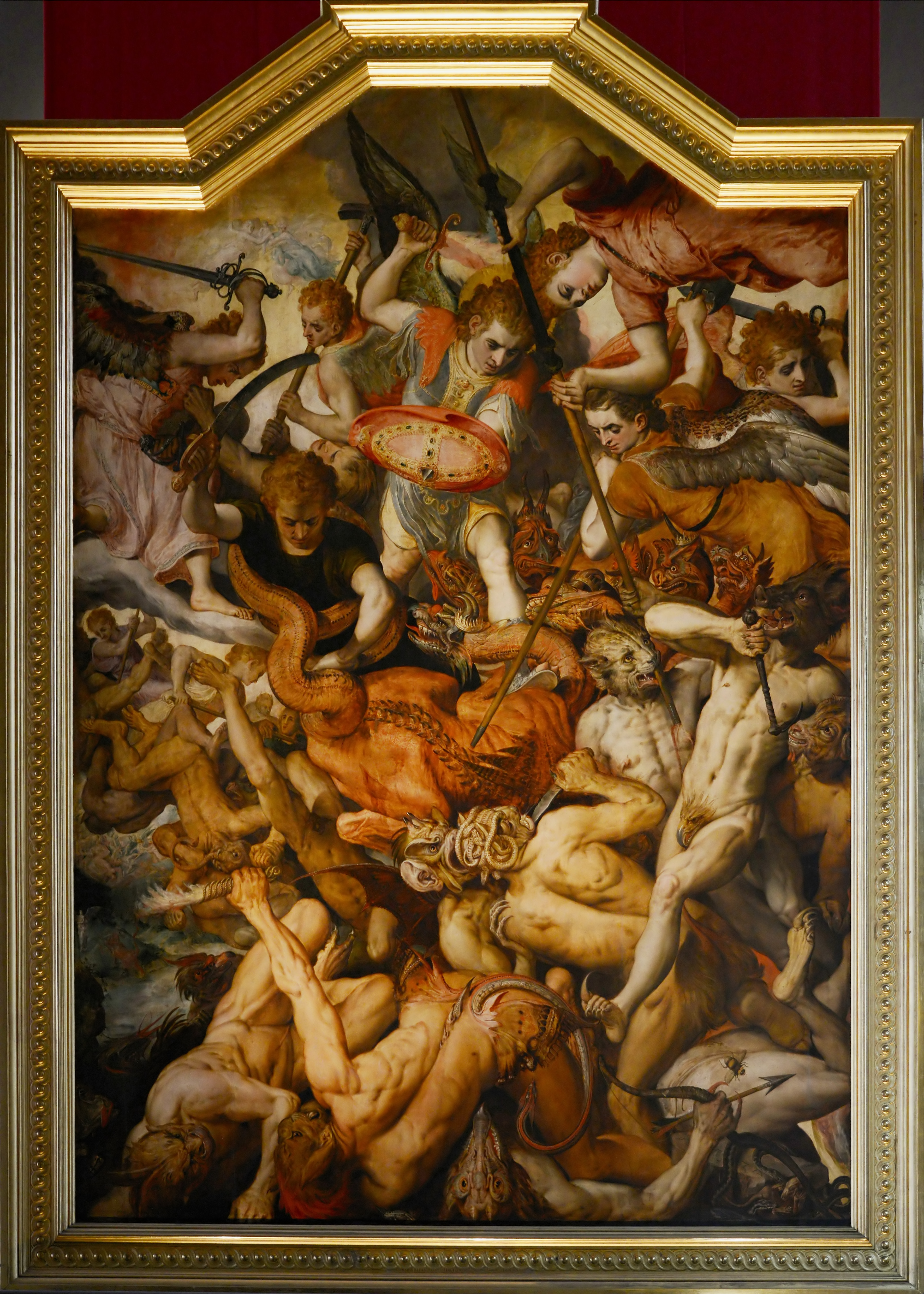
Падение восставших ангелов. 1554. Дерево, масло. Королевский музей изящных искусств, Антверпен
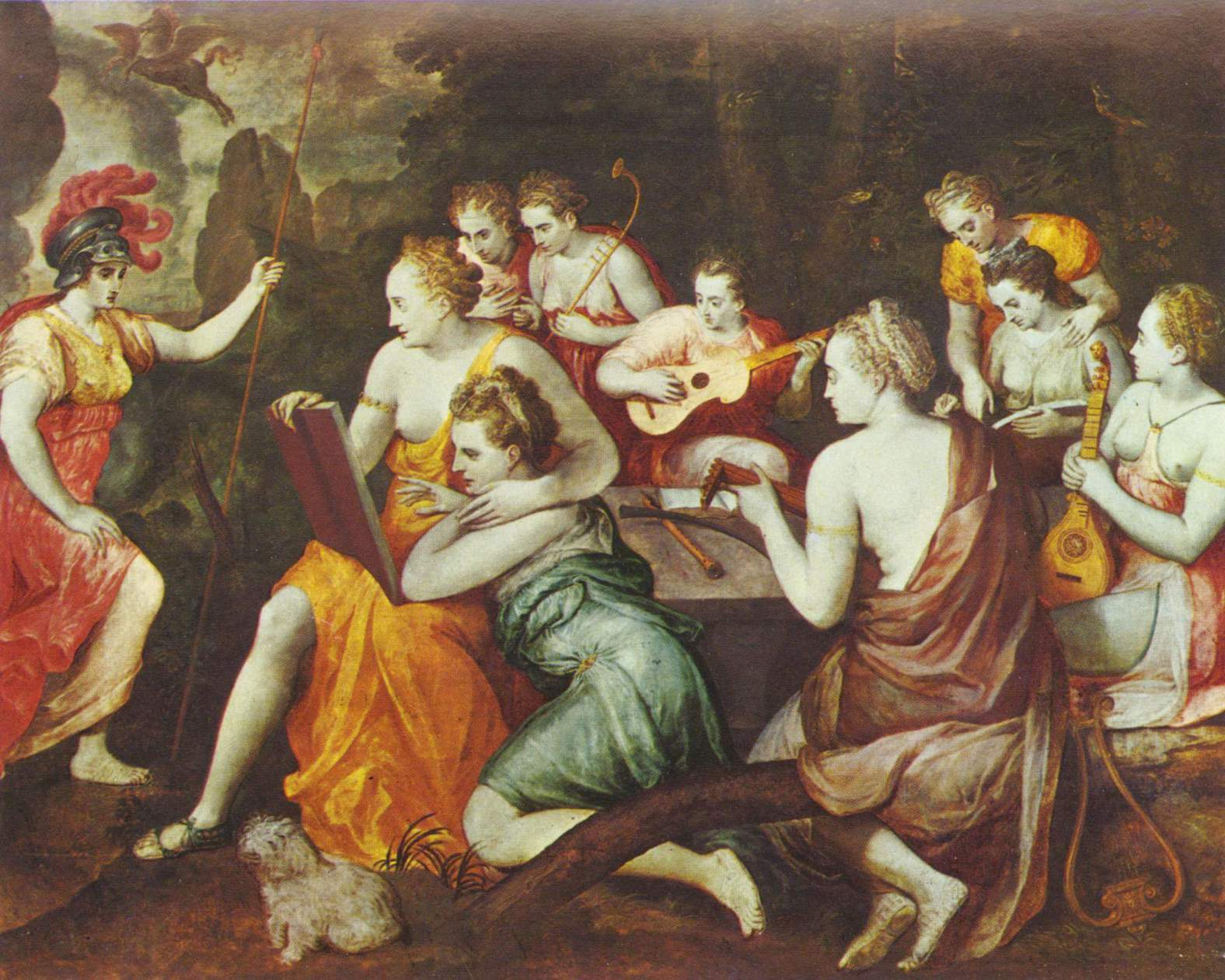
Aфина и музы. Ок. 1560. Дерево, масло. Отель де Виль, Конде-сюр-л’Эско
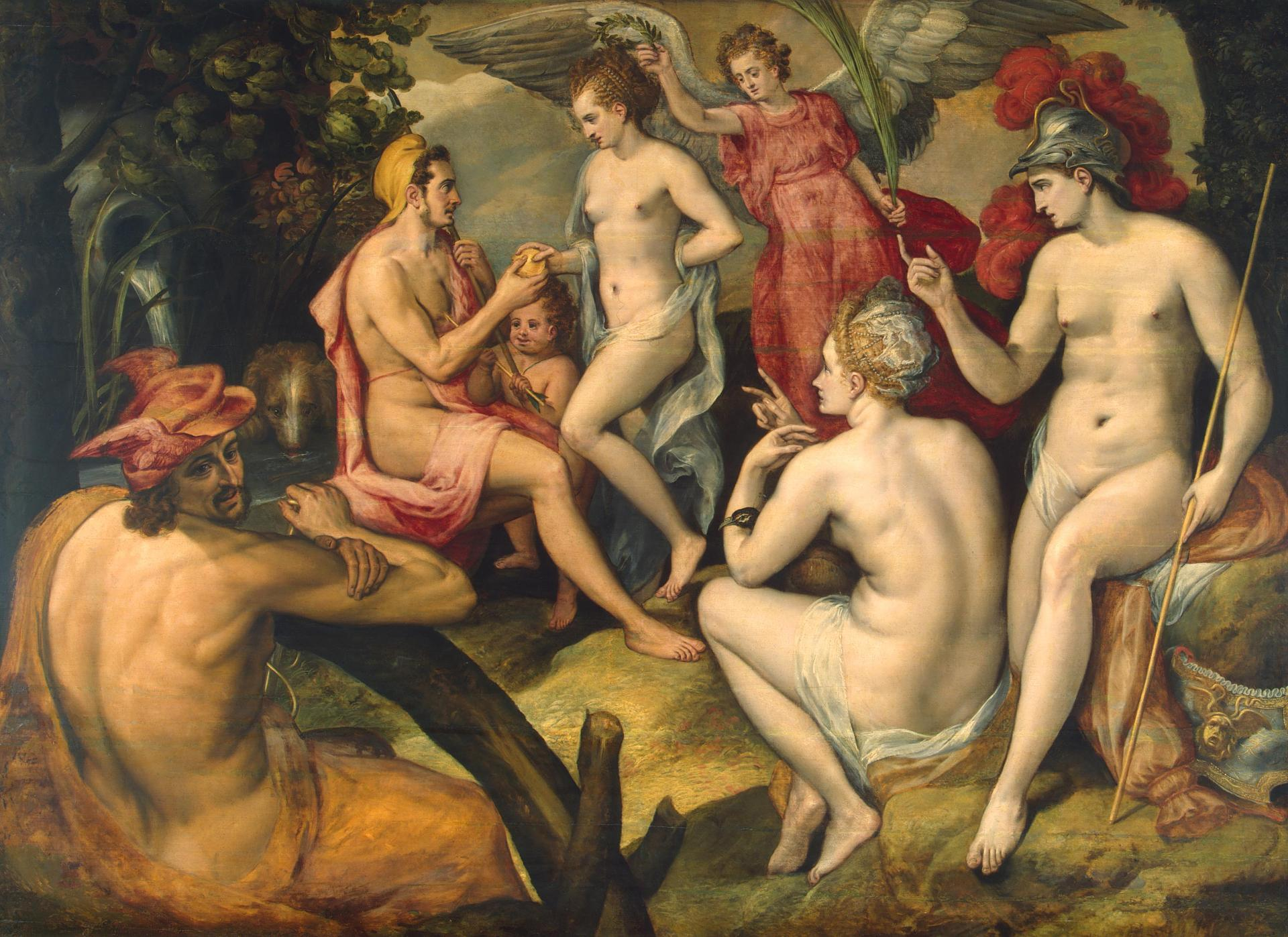
Суд Париса. 1550-е. Дерево, масло. Государственный Эрмитаж, Санкт-Петербург
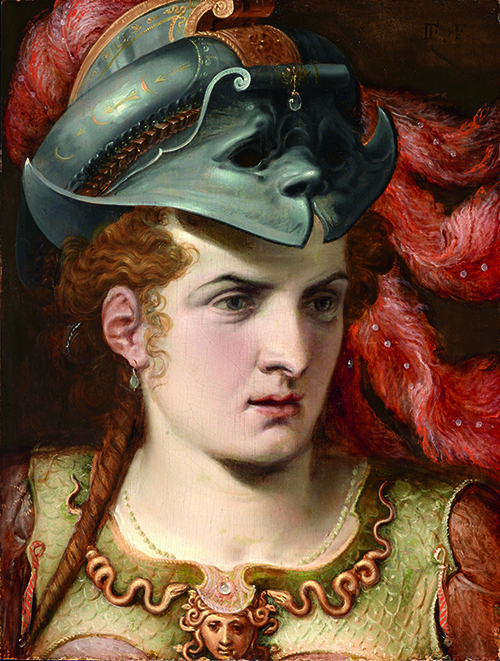
Минерва. Между 1534 и 1570. Дерево, масло. Фонд Феба, Брюссель
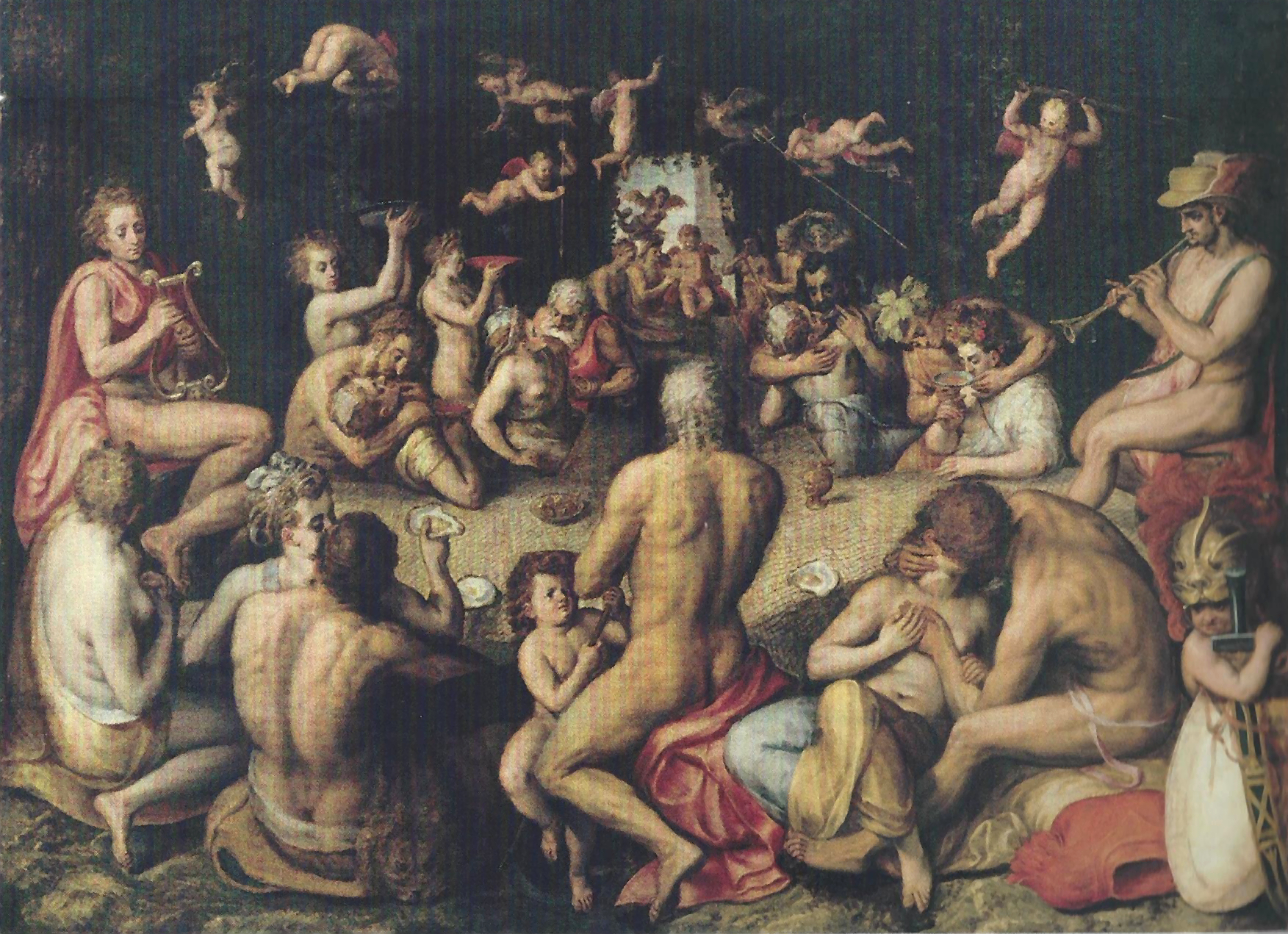
Пир богов. Ок. 1550. Дерево, масло. Земельный музей, Грац
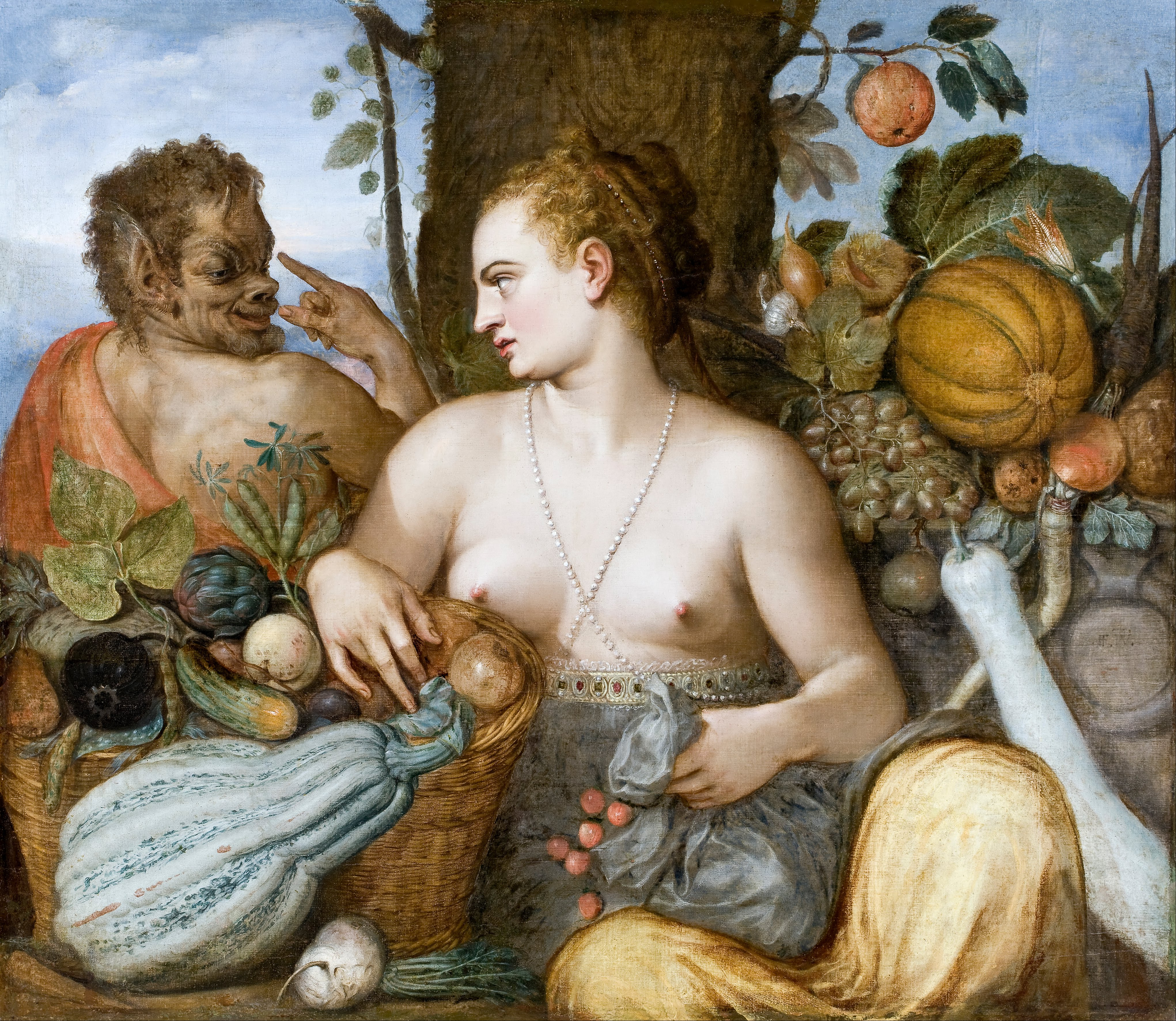
Помона. Ок. 1564—1565. Холст, масло. Халльвюльский музей, Стокгольм